# Xã Richmond, Quận Ray, Missouri
Xã Richmond (tiếng Anh: Richmond Township) là một xã thuộc quận Ray, tiểu bang Missouri, Hoa Kỳ. Năm 2010, dân số của xã này là 9.141 người.